# Enric Fatjó i Torras
Enric Fatjó i Torras   (Sabadell, 1862 - Reus, 21 d'abril de 1907) va ser un arquitecte modernista, actiu al pas del del segle xix al segle xx.

## Biografia
Va obtenir el títol d'arquitecte el 30 de març de 1886. Va ser arquitecte municipal de Badalona i de la Garriga. Entre les seves obres destaquen la casa Taulé (1902) i la casa d'Enric Turull (1904), a Sabadell. Va reformar la Casa de la Misericòrdia de Barcelona entre 1897 i 1908, a la qual dugué a terme reformes notables, com ara el fet de convertir la part ruïnosa en un pavelló aïllat emplaçat al Pati dels Tarongers, a l'interior va situar un nou menjador general, la infermeria i altres dependències.

## Obres

### Badalona
- 1901. Can Busquets

### Barcelona
- 1895-1896. Convent de Franciscanes Missioneres[4]
- 1897. Casa Josep Aguilera[5]
- 1897-1908. Reformes a la Casa de la Misericòrdia
- 1900-1902. Casa Josep Llobet[6][7]
- 1902. Casa Santiago Guilera.[8]
- 1903. Residència de Convalescència Sant Ignasi per a Joves Obreres[9]
- 1905. Casa Dolors Alesan de Gibert
- 1906. Reforma de la Casa Sicart

### El Masnou
- 1902. Can Framis[10]

### Sabadell
- 1892. Casa Nogués
- 1901. Hospital de la Mare de Déu de la Salut[11]
- 1902. Casa Taulé
- 1904. Casa d'Enric Turull

### Vila-seca
- 1900. Remodelació del castell de Vila-seca